# Eulepidotis reticulata
Eulepidotis reticulata là một loài bướm đêm trong họ Erebidae.